# でんきち
株式会社でんきちは、「でんきち」「デンキチ」といった屋号で埼玉県さいたま市中央区に本社を置き家電量販店チェーンストアを展開する企業。

## 概要
1985年に「エレクトロニクス ビッグユー」の屋号で与野市（現・さいたま市中央区）上落合で創業。同店は1995年に下落合に所在する西友与野店3階に移転した後、2005年に近接地に店舗を新築し、旗艦店の「さいたま中央店」として営業している。1999年頃よりアルーサ北与野A館に本社が入居している。
地域密着を掲げ、埼玉県に14店舗、東京都に3店舗、千葉県に1店舗、群馬県に1店舗の計20店舗を展開している。今後は年間に1～2店舗の出店を計画している。
さいたま市を本拠地とする浦和レッズのオフィシャルパートナーになっており、関連セールなどを行っている。

### 特徴
- ヤマダ電機のように「本店」を掲げる店舗があるが、現在は熊谷本店のみである。過去には東京都三鷹市に三鷹本店が存在していたが、現在の場所から800メートル程東側に2022年4月22日に開業した『BRANCH調布』へ移転のため、2022年1月23日で閉店した。移転後は『BRANCH調布 三鷹通り店』に店名が変更し、「本店」の名前がつかなくなった。
- 大型店では北関東YKKやビックカメラ・ヨドバシカメラとの販売価格に対抗する幟を掲げている。
- 各種クレジットカード払いの他、楽天Edy・iD・QUICPay・バーコード決済に対応している。2019年10月1日から2020年6月30日まで、キャッシュレス・消費者還元事業に参加し、対象の決済方法で支払うとポイントカードによる還元とは別に5%の還元を受けることが出来た。
- 価格対応は現金支払を条件とするケースがある。

## 広告
ラジオ広告はNACK5でスポットCMが数多く流れている。NACK5では同様にスポットCMで文具ディスカウントスーパー「事務キチ」も流れ、どちらも『きち』が付くものの別法人である。
2020年7月、NITRO MICROPHONE UNDERGROUNDのラッパーであるSUIKEN、DABO、MACKA-CHIN、シンガーのasuka andoにより、デンキチのテーマソング「デンキチのテーマ -DENKICHI LOVERS-」が制作され、MVの店頭での放映、公式YouTubeチャンネルでの公開に加え、CDのプレゼントキャンペーンも行われた。

## 店舗一覧
現行店舗についてはデンキチ 店舗一覧を参照。